# 1857
Évszázadok: 18. század – 19. század – 20. század
Évtizedek: 1800-as évek – 1810-es évek – 1820-as évek – 1830-as évek – 1840-es évek – 1850-es évek – 1860-as évek – 1870-es évek – 1880-as évek – 1890-es évek – 1900-as évek
Évek: 1852 – 1853 – 1854 – 1855 –  1856 – 1857 – 1858 – 1859 – 1860 – 1861 – 1862

## Események
Az első, "a szó szűkebb értelmében vett világválság" éve. A válság az Amerikai Egyesült Államokban kezdődött, "Közép-Európában a válság először […] Ausztria-Magyarországon jelentkezett."
- március 8. – New Yorkban 40 ezer textil- és konfekcióipari munkásnő sztrájkja a béregyenlőségért és munkaidő csökkentésért (erre emlékezik a nemzetközi nőnap)
- április 6. – Libéria annektálja a Marylandi Köztársaságot.
- május 4. – Pestre érkezik Ferenc József császár és felesége, Erzsébet.[2]
- Bemutatják Liszt Ferenc Dante szimfóniáját és az É-dúr zongoraversenyt.
- október 3-4. – Matthew Simpson amerikai püspök és William Fairfield Warren teológiai professzor személyében első ízben járnak metodisták Magyarországon.

## Az év témái

### 1857 az irodalomban
- Megjelenik Charles Baudelaire Les fleurs du mal (A romlás virágai) című kötete.[3]

### 1857 a vasúti közlekedésben
- január 1. Felavatják a Kairó-Alexandria vasútvonalat.[4]

## Születések
- január 1. – Wojciech Kossak festőművész († 1942)
- január 23. – Andrija Mohorovičić horvát meteorológus, geofizikus († 1936)
- február 2. – Hollósy Simon festőművész († 1918)
- február 3. – Wilhelm Johannsen dán botanikus († 1927)
- február 22. – Lord Robert Baden-Powell angol katonatiszt, a cserkészmozgalom megalapítója († 1941)
- február 27. – Kalecsinszky Sándor kémikus, geokémikus, az MTA tagja († 1911)
- április 6. – Gyárfás Jenő magyar író, festő és grafikus († 1925)
- május 13. – Ronald Ross Nobel-díjas (1902) brit orvos († 1932)
- május 26. – ifjabb Szinnyei József nyelvész, egyetemi tanár, a Magyar Tudományos Akadémia rendes tagja († 1943)
- május 31. – XI. Piusz pápa, eredeti nevén: Achille Ratti († 1939)[5]
- június 2. – Edward Elgar brit zeneszerző († 1934)
- június 11. – Antoni Grabowski lengyel vegyészmérnök és korai eszperantista, aki fordításaival jelentősen befolyásolta az eszperantó irodalmi nyelv fejlődését († 1921)
- június 16. – Arthur Arz von Straussenburg, erdélyi szász származású magyar katonatiszt, császári és királyi vezérezredes, az I. világháború sikeres hadvezére, 1917–18-ig az Osztrák–Magyar Monarchia haderőinek vezérkari főnöke († 1935)
- augusztus 25. – Ivanóczy Ferenc író, szlovén politikai vezető, Muraszombat esperese († 1913)
- szeptember 5. – Konsztantyin Eduardovics Ciolkovszkij orosz rakétatudós, pedagógus, író († 1935)
- október 20. – Tóth Béla újságíró, filológus, a magyar szállóige- és anekdotakincs kutatója († 1907)
- október 26. – Jánosi Béla esztéta, tudománytörténész, az MTA tagja († 1921)
- november 26. – Ferdinand de Saussure svájci nyelvész († 1913)
- november 27. – Sir Charles Scott Sherrington Nobel-díjas angol fiziológus és neurológus († 1952)
- november 28. – XII. Alfonz spanyol király († 1885)
- december 4. – Ida Aalberg finn színésznő († 1915)

## Halálozások
- február 15. – Mihail Ivanovics Glinka, orosz zeneszerző (* 1804)
- február 19. - Lacsny Miklós mezőgazdász, országgyűlési követ, az első két magyarországi cukorgyár alapítója (* 1776)
- február 3. – Stanisław Worcell, lengyel politikus, politikai gondolkodó, Kossuth Lajos barátja (* 1799)
- március 11. – Dlhovszky József, teológiai doktor, katolikus pap, költő (* 1787)
- április 30. – Mednyánszky Sándor Cézár, római katolikus lelkész, az 1848–49-es szabadságharcban tábori főlelkész (* 1824)
- május 23. – Augustin Cauchy, francia matematikus (* 1789)
- július 16. – Pierre-Jean de Béranger , francia költő (* 1780)
- szeptember 2. – Martin Hinrich Carl Lichtenstein, német orvos, felfedező, botanikus és zoológus (* 1780)
- szeptember 5. – Auguste Comte, francia pozitivista filozófus (* 1798)
- november 19. – Balásházy János, magyar ügyvéd, szolgabíró (* 1797)
- november 26. – Joseph von Eichendorff, német költő (* 1788)
- december 3. – Christian Daniel Rauch, német klasszicista szobrász (* 1777)